# Akysis pulvinatus
Akysis pulvinatus — вид риб з роду Akysis родини Akysidae ряду сомоподібні. Видова назва походить від латинського слова pulvinus, тобто «піднятий», «піднесений».

## Опис
Загальна довжина сягає 3 см. Голова помірно велика, відносно вузька, сплощена зверху, з овальним профілем. Є 4 пари вусів. Носові вусики — короткі, щелепні досягають основи грудних плавців. Тулуб подовжений. Скелет складається з 31 хребця. У спинному плавці є 1 колючий і 5 м'яких променів, в анальному — 9—10 м'яких променів. Жировий плавець має довгу основу. Грудні плавці витягнуті й дещо широкі. Задній край грудних шипів гладенький. У самців коротші і близько посаджені черевні плавники. Хвостовий плавець сильно виїмчастий. Нижня лопать довша за верхню.
Загальний фон темно-бежевий. Кінчик морда світлий, далі йде велика пляма коричневого кольору, яке обіймає область голови і половини тулубу. Спинний плавець майже весь затемнений. В області жирового плавця також пляма неправильної форми. Зі спинним плавцем вона з'єднується тонкою смугою. В основі хвостового плавця присутня пляма ліроподібної форми.

## Спосіб життя
Є демерсальною рибою. Зустрічається в невеликих річках з помірною течією на кам'янистих або скелястих ґрунтах. Вдень ховається в ущелинах скель або під великими валунами. Активна вночі. Живиться водними безхребетними.
Нерест груповий: 1 самець і кілька самиць.

## Розповсюдження
Мешкає у водоймищах на заході Таїланду — верхів'я річки Тапі та гірські річки, що впадають до Андаманського моря в районі перешийку Кра.